# داوودا سو
داوودا سو (بالفرنسية: Daouda Sow)‏ (مواليد 19 يناير 1983) هو ملاكم فرنسي، مثّل بلاده في الألعاب الأولمبية الصيفية 2008.

## روابط خارجية
داوودا سو على موقع بوكس ريك (الإنجليزية) (registration required)
- داوودا سو على موقع اللجنة الأولمبية الدولية (الإنجليزية)
- داوودا سو على موقع أوليمبيديا (الإنجليزية)
- داوودا سو على موقع اللجنة الأولمبية الفرنسية (مؤرشف) (الفرنسية)